# Laparocerus lindbergi
Laparocerus lindbergi é uma espécie de insetos coleópteros polífagos pertencente à família Curculionidae.
A autoridade científica da espécie é Roudier, tendo sido descrita no ano de 1963.
Trata-se de uma espécie presente no território português.